# Mrokota (biskup poznański)
Mrokota (zm. 1196) – biskup poznański. Według Stanisława Kozierowskiego wywodził się z rodu Leszczyców.
Początkowo był kanclerzem Kazimierza Sprawiedliwego (1189), jednak w czasie buntu możnowładztwa przeciw Kazimierzowi w 1191 przeszedł na stronę Mieszka Starego. Nominacja biskupia była prawdopodobnie nagrodą od Mieszka za to poparcie. Data tej nominacji nie jest znana (między 1193 a 1196). Jedynym pewnym przekazem źródłowym o nim jako o biskupie poznańskim jest zapis w Roczniku kapitulnym krakowskim rejestrujący jego zgon w 1196 roku.